# Maximilian Ortner
Maximilian Ortner (ur. 4 czerwca 2002 w Feldkirchen) – austriacki skoczek narciarski, reprezentant klubu SV Villach. Srebrny medalista Mistrzostw Świata w Narciarstwie Klasycznym 2025 w drużynie męskiej. Zwycięzca klasyfikacji generalnej Pucharu Kontynentalnego 2023/2024, FIS Cup 2020/2021 i Alpen Cup 2021/2022.

## Przebieg kariery
W cyklu Alpen Cup startował od sezonu 2016/2017. W październiku 2019 zadebiutował w FIS Cupie, zajmując 7. miejsce w zawodach w Villach. W sezonie 2020/2021 tego cyklu trzykrotnie zwyciężył, dwa razy był drugi i dwa razy trzeci, dzięki czemu zajął 1. pozycję w klasyfikacji generalnej. W marcu 2021 zadebiutował w Pucharze Kontynentalnym, zajmując 29. miejsce w zawodach w Zakopanem.
Zwyciężył w sześciu konkursach Alpen Cup 2021/2022, co pozwoliło mu na wygraną w klasyfikacji generalnej cyklu. W sezonie 2021/2022 zwyciężył również w jednych zawodach FIS Cupu, a w Pucharze Kontynentalnym najwyżej klasyfikowany był na 8. pozycji, którą zajął dwukrotnie w grudniu 2021. 3 stycznia 2022 zadebiutował w kwalifikacjach do zawodów Pucharu Świata. Nie uzyskał w nich awansu do konkursu w Innsbrucku, który ostatecznie został odwołany.
W sezonie 2022/2023 Pucharu Kontynentalnego najwyżej klasyfikowany był na 9. lokacie. 6 stycznia 2023 w swoim debiucie w konkursie głównym Pucharu Świata awansował do drugiej serii zawodów Turnieju Czterech Skoczni w Bischofshofen, w której zajął 28. miejsce.
29 lipca 2023 w Courchevel w debiucie w Letnim Grand Prix zajął 38. miejsce, a dzień później zdobył pierwsze punkty po zajęciu 17. pozycji. 27 stycznia 2024 po raz pierwszy w karierze stanął na podium Pucharu Kontynentalnego, zajmując 3. lokatę w Willingen, a 4 lutego 2024 w Lillehammer odniósł pierwszą wygraną w tym cyklu. Łącznie w sezonie 2023/2024 Pucharu Kontynentalnego dwa razy zajął 1., trzy razy 2. i dwa razy 3. miejsce. Pozwoliło to Ortnerowi na zwycięstwo w klasyfikacji generalnej cyklu.
Na dzień przed inauguracją sezonu 2024/2025 Pucharu Świata został powołany na otwierające go zawody w Lillehammer w miejsce kontuzjowanego Daniela Hubera. Rozgrywany 23 listopada 2024 konkurs zakończył na 3. pozycji i tym samym stanął na podium już w swoim drugim punktowanym starcie w cyklu. W dalszej części sezonu regularnie zdobywał punkty Pucharu Świata, zajmując głównie lokaty w pierwszej i drugiej dziesiątce. W grudniu najwyżej sklasyfikowany był na 6. miejscu w Engelbergu, a w styczniu – na 5. pozycji, którą zajął w kończącym 73. Turniej Czterech Skoczni konkursie w Bischofshofen. 1 lutego 2025 po raz drugi stanął na podium indywidualnych zawodów Pucharu Świata, zajmując 3. miejsce w Willingen. Wystartował na Mistrzostwach Świata w Narciarstwie Klasycznym 2025. Indywidualnie zajął 23. lokatę na skoczni normalnej oraz 6. na dużej, a w drużynie męskiej, w której wystąpił wraz z Danielem Tschofenigiem, Stefanem Kraftem i Janem Hörlem, zdobył srebrny medal. W najlepszym występie w marcowych zawodach Pucharu Świata zajął 8. miejsce w Lahti. Sezon cyklu zakończył na 11. pozycji w klasyfikacji generalnej z 726 punktami.

## Mistrzostwa świata

### Indywidualnie
| 2025 Trondheim | – | 23. miejsce (K-94), 6. miejsce (K-124) |

### Drużynowo
| 2025 Trondheim | – | srebrny medal (K-124) |

### Starty M. Ortnera na mistrzostwach świata – szczegółowo
| Miejsce | Dzień   | Rok  | Miejscowość | Skocznia | Punkt K | HS     | Konkurs  | Skok 1  | Skok 2  | Nota                   | Strata   | Zwycięzca      |
| ------- | ------- | ---- | ----------- | -------- | ------- | ------ | -------- | ------- | ------- | ---------------------- | -------- | -------------- |
| 23.     | 2 marca | 2025 | Trondheim   | Granåsen | K-94    | HS-102 | indywid. | 99,0 m  | 94,5 m  | 223,1 pkt              | 42,4 pkt | Marius Lindvik |
| 2.      | 6 marca | 2025 | Trondheim   | Granåsen | K-124   | HS-138 | druż.    | 130,5 m | 134,5 m | 1067,4 pkt (261,9 pkt) | 13,4 pkt | Słowenia       |
| 6.      | 8 marca | 2025 | Trondheim   | Granåsen | K-124   | HS-138 | indywid. | 128,5 m | 136,0 m | 268,5 pkt              | 33,3 pkt | Domen Prevc    |

## Puchar Świata

### Miejsca w klasyfikacji generalnej
| Sezon     | Miejsce |
| --------- | ------- |
| 2022/2023 | 81.     |
| 2024/2025 | 11.     |

### Miejsca na podium
| Sezon PŚ  | 1. miejsce | 2. miejsce | 3. miejsce | Razem |
| 2022/2023 | –          | –          | –          | –     |
| 2023/2024 | –          | –          | –          | –     |
| 2024/2025 | –          | –          | 2          | 2     |
| Suma      | 0          | 0          | 2          | 2     |

### Miejsca na podium w konkursach indywidualnych Pucharu Świata chronologicznie
| Lp. | Dzień        | Rok  | Miejscowość | Skocznia          | Punkt K | HS     | Skok 1  | Skok 2  | Nota      | Lok. | Strata   | Zwycięzca         |
| --- | ------------ | ---- | ----------- | ----------------- | ------- | ------ | ------- | ------- | --------- | ---- | -------- | ----------------- |
| 1.  | 23 listopada | 2024 | Lillehammer | Lysgårdsbakken    | K-123   | HS-140 | 132,0 m | 131,5 m | 307,1 pkt | 3.   | 10,0 pkt | Pius Paschke      |
| 2.  | 1 lutego     | 2025 | Willingen   | Mühlenkopfschanze | K-130   | HS-147 | 135,5 m | 140,5 m | 275,9 pkt | 3.   | 13,0 pkt | Daniel Tschofenig |

### Miejsca w poszczególnych konkursach indywidualnychPucharu Świata
stan po zakończeniu sezonu 2024/2025
| Źródło | Źródło            | Źródło           | Źródło            | Źródło                 | Źródło                 | Źródło                 | Źródło                 | Źródło           | Źródło                       | Źródło           | Źródło                       | Źródło          | Źródło              | Źródło          | Źródło           | Źródło                | Źródło                | Źródło          | Źródło            | Źródło            | Źródło            | Źródło        | Źródło      | Źródło          | Źródło            | Źródło            | Źródło          | Źródło          | Źródło          | Źródło        | Źródło        | Źródło | Źródło | Źródło | Źródło | Źródło | Źródło | Źródło | Źródło | Źródło | Źródło | Źródło | Źródło | Źródło | Źródło | Źródło | Źródło | Źródło | Źródło |        |
| --- | ----------------- | ---------------- | ----------------- | ---------------------- | ---------------------- | ---------------------- | ---------------------- | ---------------- | ---------------------------- | ---------------- | ---------------------------- | --------------- | ------------------- | --------------- | ---------------- | --------------------- | --------------------- | --------------- | ----------------- | ----------------- | ----------------- | ------------- | ----------- | --------------- | ----------------- | ----------------- | --------------- | --------------- | --------------- | ------------- | ------------- | ------ | ------ | ------ | ------ | ------ | ------ | ------ | ------ | ------ | ------ | ------ | ------ | ------ | ------ | ------ | ------ | ------ | ------ | ------ |
| Sezon 2022/2023 |                   |                  |                   |                        |                        |                        |                        |                  |                              |                  |                              |                 |                     |                 |                  |                       |                       |                 |                   |                   |                   |               |             |                 |                   |                   |                 |                 |                 |               |               |        |        |        |        |        |        |        |        |        |        |        |        |        |        |        |        |        |        |        |
| Wisła HS134 | Wisła HS134       | Ruka HS142       | Ruka HS142        | Titisee-Neustadt HS142 | Titisee-Neustadt HS142 | Engelberg HS140        | Engelberg HS140        | Oberstdorf HS137 | Garmisch-Partenkirchen HS142 | Innsbruck HS128  | Bischofshofen HS142          | Zakopane HS140  | Sapporo HS137       | Sapporo HS137   | Sapporo HS137    | Bad Mitterndorf HS235 | Bad Mitterndorf HS235 | Willingen HS147 | Willingen HS147   | Lake Placid HS128 | Lake Placid HS128 | Râșnov HS97   | Oslo HS134  | Oslo HS134      | Lillehammer HS140 | Lillehammer HS140 | Vikersund HS240 | Vikersund HS240 | Lahti HS130     | Planica HS240 | Planica HS240 | punkty |        |        |        |        |        |        |        |        |        |        |        |        |        |        |        |        |        |        |
| - | -                 | -                | -                 | -                      | -                      | -                      | -                      | -                | -                            | -                | 28                           | -               | -                   | -               | -                | q                     | -                     | -               | -                 | -                 | -                 | -             | -           | -               | -                 | -                 | -               | -               | -               | -             | -             | 3      |        |        |        |        |        |        |        |        |        |        |        |        |        |        |        |        |        |        |
| Sezon 2023/2024 |                   |                  |                   |                        |                        |                        |                        |                  |                              |                  |                              |                 |                     |                 |                  |                       |                       |                 |                   |                   |                   |               |             |                 |                   |                   |                 |                 |                 |               |               |        |        |        |        |        |        |        |        |        |        |        |        |        |        |        |        |        |        |        |
| Ruka HS142 | Ruka HS142        | Lillehammer HS98 | Lillehammer HS140 | Klingenthal HS140      | Klingenthal HS140      | Engelberg HS140        | Engelberg HS140        | Oberstdorf HS137 | Garmisch-Partenkirchen HS142 | Innsbruck HS128  | Bischofshofen HS142          | Wisła HS134     | Zakopane HS140      | Willingen HS147 | Willingen HS147  | Lake Placid HS128     | Lake Placid HS128     | Sapporo HS137   | Sapporo HS137     | Oberstdorf HS235  | Oberstdorf HS235  | Lahti HS130   | Lahti HS130 | Oslo HS134      | Oslo HS134        | Trondheim HS105   | Trondheim HS138 | Vikersund HS240 | Vikersund HS240 | Planica HS240 | Planica HS240 | punkty | punkty | punkty | punkty | punkty | punkty | punkty | punkty | punkty | punkty | punkty | punkty | punkty | punkty | punkty | punkty | punkty | punkty | punkty |
| - | -                 | -                | -                 | -                      | -                      | -                      | -                      | -                | -                            | q                | -                            | -               | -                   | -               | -                | -                     | -                     | -               | -                 | -                 | -                 | -             | -           | -               | -                 | -                 | -               | -               | -               | -             | -             | 0      | 0      | 0      | 0      | 0      | 0      | 0      | 0      | 0      | 0      | 0      | 0      | 0      | 0      | 0      | 0      | 0      | 0      | 0      |
| Sezon 2024/2025 |                   |                  |                   |                        |                        |                        |                        |                  |                              |                  |                              |                 |                     |                 |                  |                       |                       |                 |                   |                   |                   |               |             |                 |                   |                   |                 |                 |                 |               |               |        |        |        |        |        |        |        |        |        |        |        |        |        |        |        |        |        |        |        |
| Lillehammer HS140 | Lillehammer HS140 | Ruka HS142       | Ruka HS142        | Wisła HS134            | Wisła HS134            | Titisee-Neustadt HS142 | Titisee-Neustadt HS142 | Engelberg HS140  | Engelberg HS140              | Oberstdorf HS137 | Garmisch-Partenkirchen HS142 | Innsbruck HS128 | Bischofshofen HS142 | Zakopane HS140  | Oberstdorf HS235 | Oberstdorf HS235      | Willingen HS147       | Willingen HS147 | Lake Placid HS128 | Lake Placid HS128 | Sapporo HS137     | Sapporo HS137 | Oslo HS134  | Vikersund HS240 | Vikersund HS240   | Lahti HS130       | Planica HS240   | Planica HS240   | punkty          | punkty        | punkty        | punkty | punkty | punkty | punkty | punkty | punkty | punkty | punkty | punkty | punkty | punkty | punkty | punkty | punkty | punkty | punkty |        |        |        |
| 3 | 8                 | 7                | 16                | 15                     | 15                     | 8                      | 21                     | 9                | 6                            | 11               | 17                           | 7               | 5                   | 13              | 6                | 31                    | 3                     | 5               | 6                 | 27                | 16                | 7             | q           | 32              | 23                | 8                 | 19              | 22              | 726             | 726           | 726           | 726    | 726    | 726    | 726    | 726    | 726    | 726    | 726    | 726    | 726    | 726    | 726    | 726    | 726    | 726    | 726    |        |        |        |
| Legenda |                   |                  |                   |                        |                        |                        |                        |                  |                              |                  |                              |                 |                     |                 |                  |                       |                       |                 |                   |                   |                   |               |             |                 |                   |                   |                 |                 |                 |               |               |        |        |        |        |        |        |        |        |        |        |        |        |        |        |        |        |        |        |        |
| 1 2 3 4-10 11-30 poniżej 30 dq – dyskwalifikacja q – dyskwalifikacja w kwalifikacjach q – zawodnik nie zakwalifikował się - – zawodnik nie wystartował |                   |                  |                   |                        |                        |                        |                        |                  |                              |                  |                              |                 |                     |                 |                  |                       |                       |                 |                   |                   |                   |               |             |                 |                   |                   |                 |                 |                 |               |               |        |        |        |        |        |        |        |        |        |        |        |        |        |        |        |        |        |        |        |

### Miejsca w poszczególnych konkursach drużynowychPucharu Świata
stan po zakończeniu sezonu 2024/2025
| Źródło                                                                          | Źródło          | Źródło          | Źródło                    | Źródło                         | Źródło         | Źródło                  | Źródło                    | Źródło              | Źródło        |
| ------------------------------------------------------------------------------- | --------------- | --------------- | ------------------------- | ------------------------------ | -------------- | ----------------------- | ------------------------- | ------------------- | ------------- |
| Sezon 2024/2025                                                                 | Sezon 2024/2025 | Sezon 2024/2025 | Lillehammer HS140 (mikst) | Titisee-Neustadt HS142 (duety) | Zakopane HS140 | Willingen HS147 (mikst) | Lake Placid HS128 (mikst) | Lahti HS130 (duety) | Planica HS240 |
| Sezon 2024/2025                                                                 | Sezon 2024/2025 | Sezon 2024/2025 | -                         | -                              | 1              | -                       | -                         | -                   | -             |
| Legenda                                                                         |                 |                 |                           |                                |                |                         |                           |                     |               |
| 1 2 3 4-8 poniżej 8 (Duety: 1 2 3 4-12 poniżej 12) - – zawodnik nie wystartował |                 |                 |                           |                                |                |                         |                           |                     |               |

### Puchar Świata w lotach

#### Miejsca w klasyfikacji generalnej
| Sezon     | Miejsce |
| --------- | ------- |
| 2024/2025 | 19.     |

### Turniej Czterech Skoczni

#### Miejsca w klasyfikacji generalnej
| Sezon     | Miejsce |
| --------- | ------- |
| 2022/2023 | 52.     |
| 2024/2025 | 9.      |

### Raw Air

#### Miejsca w klasyfikacji generalnej
| Sezon | Miejsce |
| ----- | ------- |
| 2025  | 40.     |

### Planica 7

#### Miejsca w klasyfikacji generalnej
| Sezon | Miejsce |
| ----- | ------- |
| 2025  | 23.     |

## Letnie Grand Prix

### Miejsca w klasyfikacji generalnej
| Sezon | Miejsce |
| ----- | ------- |
| 2023  | 68.     |

### Miejsca w poszczególnych konkursach indywidualnychLGP
stan po zakończeniu LGP 2024
| Źródło | Źródło           | Źródło        | Źródło        | Źródło      | Źródło      | Źródło          | Źródło          | Źródło            | Źródło | Źródło | Źródło | Źródło | Źródło | Źródło | Źródło | Źródło | Źródło | Źródło | Źródło | Źródło | Źródło | Źródło | Źródło | Źródło | Źródło | Źródło |
| --- | ---------------- | ------------- | ------------- | ----------- | ----------- | --------------- | --------------- | ----------------- | ------ | ------ | ------ | ------ | ------ | ------ | ------ | ------ | ------ | ------ | ------ | ------ | ------ | ------ | ------ | ------ | ------ | ------ |
| 2023 |                  |               |               |             |             |                 |                 |                   |        |        |        |        |        |        |        |        |        |        |        |        |        |        |        |        |        |        |
| Courchevel HS132 | Courchevel HS132 | Szczyrk HS104 | Szczyrk HS104 | Râșnov HS97 | Râșnov HS97 | Hinzenbach HS90 | Hinzenbach HS90 | Klingenthal HS140 | punkty |        |        |        |        |        |        |        |        |        |        |        |        |        |        |        |        |        |
| 38 | 17               | -             | -             | -           | -           | -               | -               | -                 | 14     |        |        |        |        |        |        |        |        |        |        |        |        |        |        |        |        |        |
| Legenda |                  |               |               |             |             |                 |                 |                   |        |        |        |        |        |        |        |        |        |        |        |        |        |        |        |        |        |        |
| 1 2 3 4-10 11-30 poniżej 30 dq – dyskwalifikacja q – dyskwalifikacja w kwalifikacjach q – zawodnik nie zakwalifikował się - – zawodnik nie wystartował |                  |               |               |             |             |                 |                 |                   |        |        |        |        |        |        |        |        |        |        |        |        |        |        |        |        |        |        |

## Puchar Kontynentalny

### Miejsca w klasyfikacji generalnej
| Sezon     | Miejsce |
| --------- | ------- |
| 2020/2021 | 62.     |
| 2021/2022 | 31.     |
| 2022/2023 | 25.     |
| 2023/2024 | 1.      |

### Zwycięstwa w konkursach indywidualnych Pucharu Kontynentalnego chronologicznie
| Lp. | Dzień     | Rok  | Miejscowość | Skocznia         | Punkt K | HS     | Skok 1  | Skok 2  | Nota      |
| --- | --------- | ---- | ----------- | ---------------- | ------- | ------ | ------- | ------- | --------- |
| 1.  | 4 lutego  | 2024 | Lillehammer | Lysgårdsbakken   | K-123   | HS-140 | 136,0 m | 135,5 m | 293,1 pkt |
| 2.  | 18 lutego | 2024 | Brotterode  | Inselbergschanze | K-105   | HS-117 | 118,0 m | 117,0 m | 259,0 pkt |

### Miejsca na podium w konkursach indywidualnych Pucharu Kontynentalnego chronologicznie
| Lp. | Dzień       | Rok  | Miejscowość | Skocznia            | Punkt K | HS     | Skok 1  | Skok 2  | Nota      | Lok. | Strata   | Zwycięzca           |
| --- | ----------- | ---- | ----------- | ------------------- | ------- | ------ | ------- | ------- | --------- | ---- | -------- | ------------------- |
| 1.  | 27 stycznia | 2024 | Willingen   | Mühlenkopfschanze   | K-130   | HS-147 | 138,5 m | 146,0 m | 284,5 pkt | 3.   | 2,2 pkt  | Daniel Huber        |
| 2.  | 4 lutego    | 2024 | Lillehammer | Lysgårdsbakken      | K-123   | HS-140 | 136,0 m | 135,5 m | 293,1 pkt | 1.   | –        | –                   |
| 3.  | 18 lutego   | 2024 | Brotterode  | Inselbergschanze    | K-105   | HS-117 | 118,0 m | 117,0 m | 259,0 pkt | 1.   | –        | –                   |
| 4.  | 3 marca     | 2024 | Planica     | Bloudkova velikanka | K-125   | HS-138 | 133,0 m | 134,0 m | 262,9 pkt | 2.   | 10,1 pkt | Clemens Aigner      |
| 5.  | 9 marca     | 2024 | Lahti       | Salpausselkä        | K-116   | HS-130 | 122,0 m | 126,0 m | 262,3 pkt | 3.   | 7,4 pkt  | Žak Mogel           |
| 6.  | 10 marca    | 2024 | Lahti       | Salpausselkä        | K-116   | HS-130 | 127,0 m | 127,5 m | 273,6 pkt | 2.   | 16,8 pkt | Markus Eisenbichler |
| 7.  | 16 marca    | 2024 | Zakopane    | Wielka Krokiew      | K-125   | HS-140 | 133,5 m | 137,0 m | 264,3 pkt | 2.   | 4,0 pkt  | Clemens Aigner      |

### Miejsca w poszczególnych konkursachPucharu Kontynentalnego
stan po zakończeniu sezonu 2024/2025
| Sezon 2020/2021                                                               |                   |                 |                 |                 |                 |                              |                              |                  |                  |                 |                   |                     |                     |                     |                   |                   |                     |                     |                     |                     |                |                |                |                |                |                |        |        |        |        |        |        |        |        |        |        |        |        |        |        |        |        |        |        |        |        |        |        |        |        |        |        |        |        |        |        |        |        |        |        |        |        |        |        |        |
| Ruka HS142                                                                    | Ruka HS142        | Ruka HS142      | Engelberg HS140 | Engelberg HS140 | Innsbruck HS128 | Innsbruck HS128              | Willingen HS147              | Willingen HS147  | Willingen HS147  | Willingen HS147 | Klingenthal HS140 | Klingenthal HS140   | Brotterode HS117    | Brotterode HS117    | Zakopane HS140    | Zakopane HS140    | Czajkowskij HS140   | Czajkowskij HS140   | punkty              | punkty              | punkty         | punkty         | punkty         | punkty         | punkty         | punkty         | punkty | punkty | punkty | punkty | punkty | punkty | punkty | punkty | punkty | punkty | punkty | punkty | punkty | punkty | punkty | punkty | punkty | punkty | punkty | punkty | punkty | punkty | punkty | punkty | punkty | punkty | punkty | punkty | punkty | punkty | punkty | punkty |        |        |        |        |        |        |        |
| -                                                                             | -                 | -               | -               | -               | -               | -                            | -                            | -                | -                | -               | -                 | -                   | -                   | -                   | 29                | 43                | 21                  | 10                  | 38                  | 38                  | 38             | 38             | 38             | 38             | 38             | 38             | 38     | 38     | 38     | 38     | 38     | 38     | 38     | 38     | 38     | 38     | 38     | 38     | 38     | 38     | 38     | 38     | 38     | 38     | 38     | 38     | 38     | 38     | 38     | 38     | 38     | 38     | 38     | 38     | 38     | 38     | 38     | 38     |        |        |        |        |        |        |        |
| Sezon 2021/2022                                                               |                   |                 |                 |                 |                 |                              |                              |                  |                  |                 |                   |                     |                     |                     |                   |                   |                     |                     |                     |                     |                |                |                |                |                |                |        |        |        |        |        |        |        |        |        |        |        |        |        |        |        |        |        |        |        |        |        |        |        |        |        |        |        |        |        |        |        |        |        |        |        |        |        |        |        |
| Zhangjiakou HS140                                                             | Zhangjiakou HS140 | Vikersund HS117 | Vikersund HS117 | Ruka HS142      | Ruka HS142      | Engelberg HS140              | Engelberg HS140              | Oberstdorf HS137 | Oberstdorf HS137 | Innsbruck HS128 | Innsbruck HS128   | Iron Mountain HS133 | Iron Mountain HS133 | Iron Mountain HS133 | Brotterode HS117  | Brotterode HS117  | Rena HS139          | Rena HS139          | Planica HS138       | Planica HS138       | Lahti HS130    | Lahti HS130    | Zakopane HS140 | Zakopane HS140 | Zakopane HS140 | punkty         | punkty | punkty | punkty | punkty | punkty | punkty | punkty | punkty | punkty | punkty | punkty | punkty | punkty | punkty | punkty | punkty | punkty | punkty | punkty | punkty | punkty | punkty | punkty | punkty | punkty | punkty | punkty | punkty | punkty | punkty | punkty | punkty | punkty | punkty | punkty | punkty | punkty | punkty | punkty |
| 8                                                                             | 9                 | 23              | 20              | 18              | 18              | 8                            | 11                           | 21               | 17               | 24              | 24                | -                   | -                   | -                   | -                 | -                 | -                   | -                   | -                   | -                   | -              | -              | -              | -              | -              | 200            | 200    | 200    | 200    | 200    | 200    | 200    | 200    | 200    | 200    | 200    | 200    | 200    | 200    | 200    | 200    | 200    | 200    | 200    | 200    | 200    | 200    | 200    | 200    | 200    | 200    | 200    | 200    | 200    | 200    | 200    | 200    | 200    | 200    | 200    | 200    | 200    | 200    | 200    | 200    |
| Sezon 2022/2023                                                               |                   |                 |                 |                 |                 |                              |                              |                  |                  |                 |                   |                     |                     |                     |                   |                   |                     |                     |                     |                     |                |                |                |                |                |                |        |        |        |        |        |        |        |        |        |        |        |        |        |        |        |        |        |        |        |        |        |        |        |        |        |        |        |        |        |        |        |        |        |        |        |        |        |        |        |
| Vikersund HS117                                                               | Vikersund HS117   | Ruka HS142      | Ruka HS142      | Engelberg HS140 | Engelberg HS140 | Planica HS138                | Planica HS138                | Sapporo HS137    | Sapporo HS137    | Sapporo HS137   | Eisenerz HS109    | Eisenerz HS109      | Klingenthal HS140   | Klingenthal HS140   | Rena HS139        | Rena HS139        | Iron Mountain HS133 | Iron Mountain HS133 | Iron Mountain HS133 | Iron Mountain HS133 | Zakopane HS140 | Zakopane HS140 | Lahti HS130    | Lahti HS130    | punkty         | punkty         | punkty | punkty | punkty | punkty | punkty | punkty | punkty | punkty | punkty | punkty | punkty | punkty | punkty | punkty | punkty | punkty | punkty | punkty | punkty | punkty | punkty | punkty | punkty | punkty | punkty | punkty | punkty | punkty | punkty | punkty | punkty | punkty | punkty | punkty | punkty | punkty | punkty | punkty |        |
| 19                                                                            | 13                | 9               | 9               | 15              | 10              | -                            | -                            | 12               | 36               | 35              | 21                | 28                  | -                   | -                   | -                 | -                 | 11                  | 14                  | 11                  | 22                  | -              | -              | 21             | 18             | 265            | 265            | 265    | 265    | 265    | 265    | 265    | 265    | 265    | 265    | 265    | 265    | 265    | 265    | 265    | 265    | 265    | 265    | 265    | 265    | 265    | 265    | 265    | 265    | 265    | 265    | 265    | 265    | 265    | 265    | 265    | 265    | 265    | 265    | 265    | 265    | 265    | 265    | 265    | 265    |        |
| Sezon 2023/2024                                                               |                   |                 |                 |                 |                 |                              |                              |                  |                  |                 |                   |                     |                     |                     |                   |                   |                     |                     |                     |                     |                |                |                |                |                |                |        |        |        |        |        |        |        |        |        |        |        |        |        |        |        |        |        |        |        |        |        |        |        |        |        |        |        |        |        |        |        |        |        |        |        |        |        |        |        |
| Lillehammer HS140                                                             | Lillehammer HS140 | Ruka HS142      | Ruka HS142      | Engelberg HS140 | Engelberg HS140 | Garmisch-Partenkirchen HS142 | Garmisch-Partenkirchen HS142 | Innsbruck HS128  | Innsbruck HS128  | Sapporo HS137   | Sapporo HS137     | Sapporo HS137       | Willingen HS147     | Willingen HS147     | Lillehammer HS140 | Lillehammer HS140 | Brotterode HS117    | Brotterode HS117    | Iron Mountain HS133 | Iron Mountain HS133 | Planica HS138  | Planica HS138  | Lahti HS130    | Lahti HS130    | Zakopane HS140 | Zakopane HS140 | punkty |        |        |        |        |        |        |        |        |        |        |        |        |        |        |        |        |        |        |        |        |        |        |        |        |        |        |        |        |        |        |        |        |        |        |        |        |        |        |
| 11                                                                            | 13                | 11              | 6               | 9               | 7               | 19                           | 9                            | 8                | 15               | 6               | 5                 | 4                   | 3                   | 6                   | 4                 | 1                 | 16                  | 1                   | 4                   | 7                   | 4              | 2              | 3              | 2              | 2              | 5              | 1243   |        |        |        |        |        |        |        |        |        |        |        |        |        |        |        |        |        |        |        |        |        |        |        |        |        |        |        |        |        |        |        |        |        |        |        |        |        |        |
| Legenda                                                                       |                   |                 |                 |                 |                 |                              |                              |                  |                  |                 |                   |                     |                     |                     |                   |                   |                     |                     |                     |                     |                |                |                |                |                |                |        |        |        |        |        |        |        |        |        |        |        |        |        |        |        |        |        |        |        |        |        |        |        |        |        |        |        |        |        |        |        |        |        |        |        |        |        |        |        |
| 1 2 3 4-10 11-30 poniżej 30 dq – dyskwalifikacja - – zawodnik nie wystartował |                   |                 |                 |                 |                 |                              |                              |                  |                  |                 |                   |                     |                     |                     |                   |                   |                     |                     |                     |                     |                |                |                |                |                |                |        |        |        |        |        |        |        |        |        |        |        |        |        |        |        |        |        |        |        |        |        |        |        |        |        |        |        |        |        |        |        |        |        |        |        |        |        |        |        |

## Letni Puchar Kontynentalny

### Miejsca w klasyfikacji generalnej
| Sezon | Miejsce |
| ----- | ------- |
| 2023  | 11.     |
| 2024  | 6.      |

### Miejsca w poszczególnych konkursachLetniego Pucharu Kontynentalnego
stan po zakończeniu LPK 2024
| Źródło                                                                        | Źródło             | Źródło          | Źródło          | Źródło            | Źródło            | Źródło            | Źródło            | Źródło            | Źródło | Źródło | Źródło | Źródło | Źródło | Źródło | Źródło | Źródło | Źródło | Źródło | Źródło | Źródło | Źródło | Źródło | Źródło | Źródło | Źródło | Źródło |
| ----------------------------------------------------------------------------- | ------------------ | --------------- | --------------- | ----------------- | ----------------- | ----------------- | ----------------- | ----------------- | ------ | ------ | ------ | ------ | ------ | ------ | ------ | ------ | ------ | ------ | ------ | ------ | ------ | ------ | ------ | ------ | ------ | ------ |
| 2023                                                                          |                    |                 |                 |                   |                   |                   |                   |                   |        |        |        |        |        |        |        |        |        |        |        |        |        |        |        |        |        |        |
| Oslo HS106                                                                    | Oslo HS106         | Stams HS115     | Stams HS115     | Klingenthal HS140 | Klingenthal HS140 | Lake Placid HS128 | Lake Placid HS128 | Lake Placid HS128 | punkty |        |        |        |        |        |        |        |        |        |        |        |        |        |        |        |        |        |
| 5                                                                             | 15                 | 8               | 13              | 8                 | 9                 | 11                | 11                | 9                 | 251    |        |        |        |        |        |        |        |        |        |        |        |        |        |        |        |        |        |
| 2024                                                                          |                    |                 |                 |                   |                   |                   |                   |                   |        |        |        |        |        |        |        |        |        |        |        |        |        |        |        |        |        |        |
| Hinterzarten HS109                                                            | Hinterzarten HS109 | Trondheim HS138 | Trondheim HS138 | Stams HS115       | Stams HS115       | Klingenthal HS140 | Klingenthal HS140 | punkty            | punkty | punkty | punkty | punkty | punkty | punkty | punkty | punkty |        |        |        |        |        |        |        |        |        |        |
| 8                                                                             | 5                  | 7               | 4               | 30                | 9                 | 12                | 4                 | 265               | 265    | 265    | 265    | 265    | 265    | 265    | 265    | 265    |        |        |        |        |        |        |        |        |        |        |
| Legenda                                                                       |                    |                 |                 |                   |                   |                   |                   |                   |        |        |        |        |        |        |        |        |        |        |        |        |        |        |        |        |        |        |
| 1 2 3 4-10 11-30 poniżej 30 dq – dyskwalifikacja - − zawodnik nie wystartował |                    |                 |                 |                   |                   |                   |                   |                   |        |        |        |        |        |        |        |        |        |        |        |        |        |        |        |        |        |        |

## FIS Cup

### Miejsca w klasyfikacji generalnej
| Sezon     | Miejsce |
| --------- | ------- |
| 2019/2020 | 85.     |
| 2020/2021 | 1.      |
| 2021/2022 | 17.     |
| 2022/2023 | 25.     |

### Zwycięstwa w konkursach indywidualnych FIS Cupu chronologicznie
| Lp. | Dzień        | Rok  | Miejscowość | Skocznia             | Punkt K | HS     | Skok 1  | Skok 2  | Nota      |
| --- | ------------ | ---- | ----------- | -------------------- | ------- | ------ | ------- | ------- | --------- |
| 1.  | 20 lutego    | 2021 | Villach     | Villacher Alpenarena | K-90    | HS-98  | 99,0 m  | 95,5 m  | 261,1 pkt |
| 2.  | 21 lutego    | 2021 | Villach     | Villacher Alpenarena | K-90    | HS-98  | 97,5 m  | 96,5 m  | 261,3 pkt |
| 3.  | 27 lutego    | 2021 | Oberhof     | Kanzlersgrund        | K-90    | HS-100 | 108,5 m | 102,0 m | 271,4 pkt |
| 4.  | 14 listopada | 2021 | Falun       | Lugnet               | K-90    | HS-100 | 99,0 m  | 92,0 m  | 244,3 pkt |
| 5.  | 18 lutego    | 2023 | Villach     | Villacher Alpenarena | K-90    | HS-98  | 93,0 m  | 97,5 m  | 274,7 pkt |

### Miejsca na podium w konkursach indywidualnych FIS Cupu chronologicznie
| Lp. | Dzień        | Rok  | Miejscowość | Skocznia             | Punkt K | HS     | Skok 1  | Skok 2  | Nota      | Lok. | Strata  | Zwycięzca         |
| --- | ------------ | ---- | ----------- | -------------------- | ------- | ------ | ------- | ------- | --------- | ---- | ------- | ----------------- |
| 1.  | 12 grudnia   | 2020 | Kandersteg  | Lötschberg-Schanze   | K-95    | HS-106 | 102,0 m | 98,0 m  | 246,2 pkt | 3.   | 7,4 pkt | Niklas Bachlinger |
| 2.  | 6 lutego     | 2021 | Lahti       | Salpausselkä         | K-90    | HS-100 | 96,0 m  | 98,0 m  | 265,5 pkt | 3.   | 6,7 pkt | Hannes Landerer   |
| 3.  | 7 lutego     | 2021 | Lahti       | Salpausselkä         | K-90    | HS-100 | 95,5 m  | 94,0 m  | 254,7 pkt | 2.   | 2,4 pkt | Dominik Peter     |
| 4.  | 20 lutego    | 2021 | Villach     | Villacher Alpenarena | K-90    | HS-98  | 99,0 m  | 95,5 m  | 261,1 pkt | 1.   | –       | –                 |
| 5.  | 21 lutego    | 2021 | Villach     | Villacher Alpenarena | K-90    | HS-98  | 97,5 m  | 96,5 m  | 261,3 pkt | 1.   | –       | –                 |
| 6.  | 27 lutego    | 2021 | Oberhof     | Kanzlersgrund        | K-90    | HS-100 | 108,5 m | 102,0 m | 271,4 pkt | 1.   | –       | –                 |
| 7.  | 28 lutego    | 2021 | Oberhof     | Kanzlersgrund        | K-90    | HS-100 | 104,0 m | 99,5 m  | 266,5 pkt | 2.   | 4,5 pkt | Francisco Mörth   |
| 8.  | 14 listopada | 2021 | Falun       | Lugnet               | K-90    | HS-100 | 99,0 m  | 92,0 m  | 244,3 pkt | 1.   | –       | –                 |
| 9.  | 18 lutego    | 2023 | Villach     | Villacher Alpenarena | K-90    | HS-98  | 93,0 m  | 97,5 m  | 274,7 pkt | 1.   | –       | –                 |

### Miejsca w poszczególnych konkursachFIS Cupu
stan po zakończeniu sezonu 2024/2025
| Źródło                                                                        | Źródło         | Źródło           | Źródło           | Źródło           | Źródło           | Źródło           | Źródło           | Źródło       | Źródło       | Źródło        | Źródło        | Źródło        | Źródło        | Źródło               | Źródło               | Źródło         | Źródło         | Źródło         | Źródło         | Źródło       | Źródło        | Źródło        | Źródło | Źródło | Źródło | Źródło | Źródło | Źródło | Źródło | Źródło | Źródło | Źródło | Źródło | Źródło | Źródło | Źródło | Źródło | Źródło | Źródło |        |
| ----------------------------------------------------------------------------- | -------------- | ---------------- | ---------------- | ---------------- | ---------------- | ---------------- | ---------------- | ------------ | ------------ | ------------- | ------------- | ------------- | ------------- | -------------------- | -------------------- | -------------- | -------------- | -------------- | -------------- | ------------ | ------------- | ------------- | ------ | ------ | ------ | ------ | ------ | ------ | ------ | ------ | ------ | ------ | ------ | ------ | ------ | ------ | ------ | ------ | ------ | ------ |
| Sezon 2019/2020                                                               |                |                  |                  |                  |                  |                  |                  |              |              |               |               |               |               |                      |                      |                |                |                |                |              |               |               |        |        |        |        |        |        |        |        |        |        |        |        |        |        |        |        |        |        |
| Szczyrk HS104                                                                 | Szczyrk HS104  | Szczuczyńsk HS99 | Szczuczyńsk HS99 | Ljubno HS94      | Ljubno HS94      | Pjongczang HS109 | Pjongczang HS109 | Râșnov HS97  | Râșnov HS97  | Villach HS98  | Villach HS98  | Notodden HS98 | Notodden HS98 | Oberwiesenthal HS105 | Oberwiesenthal HS105 | Zakopane HS140 | Zakopane HS140 | Rastbüchl HS78 | Rastbüchl HS78 | Villach HS98 | Villach HS98  | punkty        | punkty | punkty | punkty | punkty | punkty | punkty | punkty | punkty | punkty | punkty | punkty | punkty | punkty | punkty | punkty | punkty | punkty | punkty |
| -                                                                             | -              | -                | -                | -                | -                | -                | -                | -            | -            | 7             | 20            | -             | -             | -                    | -                    | -              | -              | -              | -              | -            | -             | 47            | 47     | 47     | 47     | 47     | 47     | 47     | 47     | 47     | 47     | 47     | 47     | 47     | 47     | 47     | 47     | 47     | 47     | 47     |
| Sezon 2020/2021                                                               |                |                  |                  |                  |                  |                  |                  |              |              |               |               |               |               |                      |                      |                |                |                |                |              |               |               |        |        |        |        |        |        |        |        |        |        |        |        |        |        |        |        |        |        |
| Râșnov HS97                                                                   | Râșnov HS97    | Kandersteg HS106 | Kandersteg HS106 | Zakopane HS140   | Zakopane HS140   | Szczyrk HS104    | Szczyrk HS104    | Lahti HS100  | Lahti HS100  | Villach HS98  | Villach HS98  | Oberhof HS100 | Oberhof HS100 | punkty               | punkty               | punkty         | punkty         | punkty         | punkty         | punkty       | punkty        | punkty        | punkty | punkty | punkty | punkty | punkty | punkty | punkty | punkty | punkty | punkty |        |        |        |        |        |        |        |        |
| -                                                                             | -              | 3                | 4                | 33               | 50               | -                | -                | 3            | 2            | 1             | 1             | 1             | 2             | 630                  | 630                  | 630            | 630            | 630            | 630            | 630          | 630           | 630           | 630    | 630    | 630    | 630    | 630    | 630    | 630    | 630    | 630    | 630    |        |        |        |        |        |        |        |        |
| Sezon 2021/2022                                                               |                |                  |                  |                  |                  |                  |                  |              |              |               |               |               |               |                      |                      |                |                |                |                |              |               |               |        |        |        |        |        |        |        |        |        |        |        |        |        |        |        |        |        |        |
| Otepää HS97                                                                   | Otepää HS97    | Kuopio HS100     | Kuopio HS127     | Einsiedeln HS117 | Einsiedeln HS117 | Ljubno HS94      | Ljubno HS94      | Villach HS98 | Villach HS98 | Lahti HS100   | Lahti HS100   | Falun HS100   | Falun HS100   | Kandersteg HS106     | Kandersteg HS106     | Notodden HS98  | Notodden HS98  | Zakopane HS105 | Villach HS98   | Villach HS98 | Oberhof HS100 | Oberhof HS100 | punkty |        |        |        |        |        |        |        |        |        |        |        |        |        |        |        |        |        |
| 7                                                                             | 11             | -                | -                | -                | -                | 10               | 14               | 50           | 17           | -             | -             | 5             | 1             | -                    | -                    | -              | -              | -              | -              | -            | -             | -             | 263    |        |        |        |        |        |        |        |        |        |        |        |        |        |        |        |        |        |
| Sezon 2022/2023                                                               |                |                  |                  |                  |                  |                  |                  |              |              |               |               |               |               |                      |                      |                |                |                |                |              |               |               |        |        |        |        |        |        |        |        |        |        |        |        |        |        |        |        |        |        |
| Frenštát HS106                                                                | Frenštát HS106 | Szczyrk HS104    | Szczyrk HS104    | Einsiedeln HS117 | Einsiedeln HS117 | Kranj HS109      | Kranj HS109      | Villach HS98 | Villach HS98 | Notodden HS98 | Notodden HS98 | Szczyrk HS104 | Szczyrk HS104 | Villach HS98         | Villach HS98         | Oberhof HS100  | Oberhof HS100  | Zakopane HS140 | Zakopane HS140 | punkty       | punkty        | punkty        | punkty | punkty | punkty | punkty | punkty | punkty | punkty | punkty | punkty | punkty | punkty | punkty | punkty | punkty | punkty | punkty |        |        |
| -                                                                             | -              | -                | -                | -                | -                | -                | -                | -            | -            | -             | -             | 4             | 5             | 1                    | dq                   | -              | -              | -              | -              | 195          | 195           | 195           | 195    | 195    | 195    | 195    | 195    | 195    | 195    | 195    | 195    | 195    | 195    | 195    | 195    | 195    | 195    | 195    |        |        |
| Legenda                                                                       |                |                  |                  |                  |                  |                  |                  |              |              |               |               |               |               |                      |                      |                |                |                |                |              |               |               |        |        |        |        |        |        |        |        |        |        |        |        |        |        |        |        |        |        |
| 1 2 3 4-10 11-30 poniżej 30 dq – dyskwalifikacja - − zawodnik nie wystartował |                |                  |                  |                  |                  |                  |                  |              |              |               |               |               |               |                      |                      |                |                |                |                |              |               |               |        |        |        |        |        |        |        |        |        |        |        |        |        |        |        |        |        |        |